# Maro Balić
Maro Balić (Dubrovnik, 5. lipnja 1971.), bivši hrvatski vaterpolist i aktualni pomoćni trener Juga.
Maro Balić od početka do kraja svoje karijere igrao je samo za VK Jug iz Dubrovnika i to na poziciji vratara. S Jugom osvojio je 6 naslova.
2001. je s Jugom osvojio i titulu prvaka Europe osvojenu na Final fouru u Dubrovniku. Kao član hrvatske reprezentacije osvojio je srebro na Olimpijskim igrama 1996. u Atlanti. Igračku karijeru je okončao 2005. i od tada obnaša dužnost pomoćnog trenera Juga i trenera Jugovih vratara.